# Henk Grol
Henk Grol, né le 14 avril 1985 à Veendam, est un judoka néerlandais évoluant dans la catégorie des moins de 100 kg (poids mi-lourds) puis des plus de 100 kg (poids lourds).

## Biographie
Évoluant en moins de 90 kg (poids moyens), Henk Grol se distingue dans les catégories juniors en remportant notamment deux titres de champion d'Europe juniors en 2003 et 2004 ainsi qu'une médaille de bronze aux championnats du monde juniors 2004 organisés à Budapest. Le judoka ne parvient cependant pas à participer aux compétitions internationales seniors du fait de la concurrence nationale du triple médaillé olympique Mark Huizinga. Jusqu'en 2007, le Néerlandais s'illustre alors dans les tournois de coupe du monde dans lesquels il enlève plusieurs places d'honneur ou succès. En 2006, il remporte un premier titre de champion des Pays-Bas seniors avant de participer à un premier championnat international senior l'année suivante.
Aux championnats d'Europe 2007, alors qu'il est remplaçant, Henk Grol supplée Mark Huizinga qui a déclaré forfait peu de temps avant le début de la compétition. Le judoka néerlandais y est toutefois éliminé dès le second tour. L'année suivante, Henk Grol réalise un parcours sans-faute pour remporter le titre européen en moins de 100 kg, catégorie dans laquelle il concourt depuis 2007. Il se qualifie du même coup pour les Jeux olympiques d'été de 2008 où il remporte la médaille de bronze. Lors du tournoi olympique, le Néerlandais écarte dès le premier tour le champion du monde en titre, le Brésilien Luciano Corrêa, mais est battu par le Kazakh Askhat Jitkeïev au stade de la finale de tableau. Repêché pour disputer le combat pour la médaille de bronze, il remporte le combat contre le Géorgien Levan Zhorzholiani.

## Palmarès

### Jeux olympiques
- Jeux olympiques de 2008 à Pékin (Chine) :
  -  Médaille de bronze en moins de 100 kg (poids mi-lourds).
- Jeux olympiques de 2012 à Londres (Royaume-Uni) :
  -  Médaille de bronze en moins de 100 kg (poids mi-lourds).

### Championnats du monde
- Championnats du monde 2009 à Rotterdam (Pays-Bas) :
  -  Médaille d'argent en moins de 100 kg (poids mi-lourds).
- Championnats du monde 2010 à Tokyo (Japon) :
  -  Médaille d'argent en moins de 100 kg (poids mi-lourds).
- Championnats du monde 2013 à Rio de Janeiro (Brésil) :
  -  Médaille d'argent en moins de 100 kg (poids mi-lourds).

### Championnats d'Europe
- Championnats d'Europe 2008 à Lisbonne (Portugal) :
  -  Médaille d'or en moins de 100 kg (poids mi-lourds).
- Championnats d'Europe 2009 à Tbilissi (Géorgie) :
  -  Médaille d'argent en moins de 100 kg (poids mi-lourds).
- Championnats d'Europe 2010 à Vienne (Autriche) :
  -  Médaille d'argent en moins de 100 kg (poids mi-lourds).
- Championnats d'Europe 2013 à Budapest (Hongrie) :
  -  Médaille d'argent en moins de 100 kg (poids mi-lourds).
- Championnats d'Europe 2015 à Bakou (Azerbaïdjan) :
  -  Médaille d'or en moins de 100 kg (poids mi-lourds).
- Championnats d'Europe 2016 à Kazan (Russie) :
  -  Médaille d'or en moins de 100 kg (poids mi-lourds).
- Championnats d'Europe 2018 à Tel Aviv (Israël) :
  -  Médaille de bronze en plus de 100 kg (poids lourds).
- Championnats d'Europe 2021 à Lisbonne (Portugal) :
  -  Médaille d'argent en plus de 100 kg (poids lourds).

### Divers
- Juniors :
  - 1 podium aux championnats du monde juniors (3e en 2004).
  - 2 podiums aux championnats d'Europe juniors (1er en 2003, 3e en 2004).